# Лещинский, Сигизмунд Владиславович
Сигизмунд Владиславович Лещинский (пол. Zygmunt Leszczyński, 30 сентября 1866, Тарлув Опатовского уезда Радомской губернии, Российская империя — 11 ноября 1942, Калишаны) — политический деятель Российский империи и Республики Польша (II Речь Посполитая).

## Биография
Потомственный дворянин С. В. Лещинский родился 30 сентября 1866 года, в родовом имении «Слупя» Опатовского уезда Радомской губернии.
Образование получил в гимназии Панкевича и Варшавском реальном училище. В 1884 году поступил в Рижское политехническое училище, сельскохозяйственное отделение которого окончил в 1887 году со степенью учёного агронома. Будучи студентом входил в польскую студенческую корпорацию «Аркония». В 1888 году Лещинский уехал в Германию, где совершенствовался в агрономических науках. Возвратясь через год в Россию, поселился в собственном имении «Калишаны» (Опатовский уезд), посвятив себя сельскому хозяйству и общественной деятельности. Исполнял должность оценщика, а потом советника главной Дирекции земского кредитного общества в Царстве Польском, состоял председателем кружка мелких сельских хозяев в гмине Войцеховице того же Опатовского уезда, был членом правления Радомского губернского товарищества сельских хозяев, членом Совета Радомского сельскохозяйственного общества и членом Главного Совета Центрального сельскохозяйственного общества в Царстве Польском.
Начиная с 1905 года Лещинский стал принимать участие в политической жизни края, избирался в выборщики на выборах в II и IV Государственную Думу. Был одним из основателей, а затем членом Совета консервативной польской Партии реальной политики, став губернским депутатом от неё.
13 октября 1912 года был избран в члены Государственного Совета от землевладельцев Царства Польского. В Госсовете примкнул к группе центра. Входил в комиссию по законопроекту «Объ изменении правил о Донском частном коннозаводстве в войсковой задонской степи, в связи с ликвидацией дел коннозаводчиков западной части этой степи», а также в согласительную комиссию между Госсоветом и Госдумой по этому вопросу.
Публиковался в «Сельскохозяйственной газете» (пол. Gazecie Rolniczej).
В 1930—1938 годах — дважды избирался от Клецкого воеводства в Сенат Польской республики по списку «Беспартийного блока сотрудничества с правительством» (пол. Bezpartyjny Blok Współpracy z Rządem Józefa Piłsudskiego, BBWR) и «Лагеря национального объединения» (пол. Obóz Zjednoczenia Narodowego, OZON). В 1930—1935 годах был вице-спикером Сената.
Скончался в 1942 году в деревне Калишаны (гмина Войцеховице Опатувского повята Келецкого воеводства).